# Дечя Вас (Требнє)
Дечя Вас (словен. Dečja vas) — поселення в общині Требнє, регіон Південно-Східна Словенія, Словенія.